# دره بالدا
دره بالدا (گرجی: ბალდის კანიონი) یک دره در گرجستان است.